# Carolena Carstens
Carolena Jean Carstens Salceda (18 de gener de 1996; Winfield, Illinois, Estats Units) és una practicant de taekwondo que va representar a Panamà als Jocs Olímpics de Londres 2012. Posseeix doble nacionalitat panamenya i estatunidenca, actualment resideix en Glen Ellyn (Illinois).

## Trajectòria
El 2011, Carstens va participar en el Campionat Panamericà, on va guanyar plata en la categoria juvenil -52 kg, perdent davant la nord-americana Deireanne Morales en la final. Posteriorment va veure acció en el Panamericà de classificació olímpica de Taekwondo de 2011 al novembre d'aquest any, acabant en quart lloc.
Més tard va aconseguir obtenir una de les quatre passades "wild card" per als olímpics, com la 13a en el rànquing de la categoria -49 kg, convertint-se en la primera atleta olímpica per Panamà en aquesta disciplina i la segona més jove a participar en uns jocs olímpics per Panamà després de la nedadora Eileen Coparropa.
Va ser l'atleta més jove en tots els JJOO de 2012. Va perdre el seu primer combat amb marcador 7?2 davant l'eventual finalista, l'espanyola Brigitte Yagüe i després va perdre en repechaje davant la mexicana María del Rosario, també 7-2.

### 2016
Durant el seu pas pel Preolímpic Mexico Open Taekwondo Championships 2016, celebrat del 10 a l'11 de març, Carstens es va enfrontar en la primera ronda a la costa-riquenya Karina Brade, a qui va derrotar per 12-0; seguit va vèncer a la veneçolana Adriana Martínez per 1-0, victòria que li permet disputar a la final del preolímpico en la categoria -57 quilos. Després d'aclaparar a la colombiana Doris Patiño 10-0 en la final va obtenir la medalla daurada, disputat en Estadi Olímpic d'Aguascalientes, Mèxic i de pas, va classificar cap als Jocs Olímpics de Rio 2016.
Sense cap dubte, Carstens va ser una de les més sòlides competidores del certamen Preolímpic de Taekwondo, acabant invicta en tres combats, acumulant 23 punts i 0 en contra.